# French Open-mesterskabet i herredouble 2015
French Open-mesterskabet i herredouble 2015 var den 114. herredoubleturnering ved French Open i tennis.
Mesterskabet blev vundet af det 3.-seedede par bestående af Ivan Dodig fra Kroatien og Marcelo Melo fra Brasilien, som i finalen besejrede det førsteseedede amerikanske brødrepar Bob og Mike Bryan med 6-7, 7-6, 7-5, og dermed fik det kroatisk-brasilianske par revanche for deres nederlag til netop Bryan-brødrene i finalen ved Wimbledon-mesterskaberne 2013. Både Dodig og Malo vandt dermed deres første grand slam-titel i karrieren i deres anden grand slam-finale i herredouble.
Bryan-brødrene var i en grand slam-finale i herredouble for 28. gang i deres karriere, og det var 12. gang at de måtte forlade slutkampen som tabere.

## Hovedturnering

### Spillere
Turneringen havde deltagelse af 64 par. Heraf havde 57 par kvalificeret sig i kraft af deres ranglisteplacering pr. [[]] 2015, mens de sidste syv par havde modtaget et wildcard (WC).

### Resultater

#### Kvartfinaler, semifinaler og finale
| Bob Bryan  |
| Mike Bryan |

| Marcin Matkowski |
| Nenad Zimonjić   |

| Bob Bryan  |
| Mike Bryan |

| Radu Albot  |
| Lukáš Rosol |

| Simone Bolelli |
| Fabio Fognini  |

| Simone Bolelli |
| Fabio Fognini  |

| Bob Bryan  |
| Mike Bryan |

| Alexander Peya |
| Bruno Soares   |

| Ivan Dodig   |
| Marcelo Melo |

| Ivan Dodig   |
| Marcelo Melo |

| Ivan Dodig   |
| Marcelo Melo |

| Jean-Julien Rojer |
| Horia Tecău       |

| Jean-Julien Rojer |
| Horia Tecău       |

| Vasek Pospisil |
| Jack Sock      |

#### Første, anden og tredje runde
| Bob Bryan  |
| Mike Bryan |

| Raven Klaasen |
| Lu Yen-Hsun   |

| Bob Bryan  |
| Mike Bryan |

| T. Kokkinakis |
| Lucas Pouille |

| T. Kokkinakis |
| Lucas Pouille |

| Mahesh Bhupathi |
| Nick Kyrgios    |

| Bob Bryan  |
| Mike Bryan |

| Florian Mayer |
| Frank Moser   |

| Jérémy Chardy |
| Łukasz Kubot  |

| Gilles Müller |
| A. Qureshi    |

| Florian Mayer |
| Frank Moser   |

| Jérémy Chardy |
| Łukasz Kubot  |

| Jérémy Chardy |
| Łukasz Kubot  |

| J.S. Cabal   |
| R.F. Maksoud |

| Jamie Murray |
| John Peers   |

| Thomaz Bellucci |
| João Sousa      |

| Jamie Murray |
| John Peers   |

| Santiago Giraldo |
| Dušan Lajović    |

| Santiago Giraldo |
| Dušan Lajović    |

| Tristan Lamasine |
| Johan Tatlot     |

| Jamie Murray |
| John Peers   |

| Jan-Lennard Struff |
| Dominic Thiem      |

| Marcin Matkowski |
| Nenad Zimonjić   |

| Pablo Carreño    |
| D. Gimeno-Traver |

| Pablo Carreño    |
| D. Gimeno-Traver |

| Marcus Daniell |
| Steve Darcis   |

| Marcin Matkowski |
| Nenad Zimonjić   |

| Marcin Matkowski |
| Nenad Zimonjić   |

| Marcel Granollers |
| Marc López        |

| Robin Haase     |
| Mikhail Juzjnyj |

| Robin Haase     |
| Mikhail Juzjnyj |

| Radu Albot  |
| Lukáš Rosol |

| Radu Albot  |
| Lukáš Rosol |

| Axel Michon |
| Gianni Mina |

| Radu Albot  |
| Lukáš Rosol |

| Santiago González |
| M.Á. Reyes-Varela |

| Máximo González |
| André Sá        |

| Máximo González |
| André Sá        |

| Máximo González |
| André Sá        |

| Treat Conrad Huey |
| Scott Lipsky      |

| Marin Draganja |
| Henri Kontinen |

| Marin Draganja |
| Henri Kontinen |

| Daniel Nestor |
| Leander Paes  |

| James Duckworth |
| Chris Guccione  |

| Daniel Nestor |
| Leander Paes  |

| Eric Butorac |
| Sam Groth    |

| Andre Begemann |
| Julian Knowle  |

| Andre Begemann |
| Julian Knowle  |

| Daniel Nestor |
| Leander Paes  |

| František Čermák |
| Jiří Veselý      |

| Simone Bolelli |
| Fabio Fognini  |

| Aljaž Bedene |
| Albert Ramos |

| František Čermák |
| Jiří Veselý      |

| Enzo Couacaud |
| Quentin Halys |

| Simone Bolelli |
| Fabio Fognini  |

| Simone Bolelli |
| Fabio Fognini  |

| Alexander Peya |
| Bruno Soares   |

| Andreas Seppi      |
| Sergij Stakhovskij |

| Alexander Peya |
| Bruno Soares   |

| Nicholas Monroe |
| Artem Sitak     |

| Nicholas Monroe |
| Artem Sitak     |

| Dustin Brown     |
| A. Haider-Maurer |

| Alexander Peya |
| Bruno Soares   |

| Carlos Berlocq |
| Leonardo Mayer |

| Carlos Berlocq |
| Leonardo Mayer |

| Jerzy Janowicz  |
| Jarkko Nieminen |

| Carlos Berlocq |
| Leonardo Mayer |

| Rajeev Ram       |
| Horacio Zeballos |

| Pablo Cuevas  |
| David Marrero |

| Pablo Cuevas  |
| David Marrero |

| G. García-López   |
| É. Roger-Vasselin |

| Kenny de Schepper |
| Benoît Paire      |

| G. García-López   |
| É. Roger-Vasselin |

| Feliciano López |
| Maks Mirnyj     |

| Feliciano López |
| Maks Mirnyj     |

| Colin Fleming   |
| Jonathan Marray |

| G. García-López   |
| É. Roger-Vasselin |

| Mate Pavić    |
| Michael Venus |

| Ivan Dodig   |
| Marcelo Melo |

| Pablo Andújar |
| Oliver Marach |

| Pablo Andújar |
| Oliver Marach |

| Benjamin Becker    |
| Alexander Satschko |

| Ivan Dodig   |
| Marcelo Melo |

| Ivan Dodig   |
| Marcelo Melo |

| Jean-Julien Rojer |
| Horia Tecău       |

| Rameez Junaid  |
| Adil Shamasdin |

| Jean-Julien Rojer |
| Horia Tecău       |

| Martin Kližan  |
| Philipp Oswald |

| Steve Johnson |
| Sam Querrey   |

| Steve Johnson |
| Sam Querrey   |

| Jean-Julien Rojer |
| Horia Tecău       |

| Florent Serra   |
| Maxime Teixeira |

| Rohan Bopanna |
| Florin Mergea |

| Austin Krajicek |
| Donald Young    |

| Austin Krajicek |
| Donald Young    |

| Filip Krajinović |
| Viktor Troicki   |

| Rohan Bopanna |
| Florin Mergea |

| Rohan Bopanna |
| Florin Mergea |

| P. Herbert    |
| Nicolas Mahut |

| Federico Delbonis |
| Diego Schwartzman |

| P. Herbert    |
| Nicolas Mahut |

| Andrej Golubev |
| Denis Istomin  |

| Andrej Golubev |
| Denis Istomin  |

| Johan Brunström   |
| Mikhail Kukusjkin |

| P. Herbert    |
| Nicolas Mahut |

| Robert Lindstedt |
| Jürgen Melzer    |

| Vasek Pospisil |
| Jack Sock      |

| Gaël Monfils    |
| Josselin Ouanna |

| Robert Lindstedt |
| Jürgen Melzer    |

| V. Estrella Burgos |
| João Souza         |

| Vasek Pospisil |
| Jack Sock      |

| Vasek Pospisil |
| Jack Sock      |